# Косс, Александр Филиппович
Александр Филиппович Косс (21 июня 1908 года — 19 августа 1990 года) — советский лётчик-истребитель, участник боёв у озера Хасан и Великой Отечественной войны. В годы войны — командир 115 гвардейского истребительного авиационного полка 7-й гвардейской истребительной авиадивизии 2-го истребительного авиационного корпуса 2-й воздушной армии 1-го Украинского фронта, генерал-майор авиации, Почётный президент международной комиссии ФАИ по высшему пилотажу, заслуженный работник физической культуры РСФСР.
После войны возглавлял Центральный аэроклуб СССР имени В. П. Чкалова, Федерацию самолётного спорта СССР.

## Биография
В ВВС Красной армии с 1932 г. Учился в 9-й школе пилотов и лётчиков-наблюдателей ВВС РККА с февраля 1932 по август 1933 г. После окончания школы был направлен в г. Гомель пилотом в 8-ю штурмовую авиаэскадрилью, которая в конце 1933 г. была переведена на Дальний Восток. В 1937 г. назначен командиром звена этой эскадрильи. В 1938 г. перешёл в истребительную авиацию. С мая 1938 г. — командир эскадрильи. В этой должности принимал участие в боях в районе озера Хасан, за что был награждён орденом Красной Звезды.
В 1939 г. был назначен комиссаром 71-го смешанного авиаполка и вместе с полком переведён на Камчатку. С начала 1942 г. по июнь 1943 г. — комиссар 128-й отдельной авиадивизии на Камчатке. Затем переведён на командную работу и отозван в распоряжении ВВС Дальневосточного фронта, после чего по личной просьбе направить на фронт откомандирован в распоряжение УК ВВС в Москву. Осенью 1943 г. прошёл переучивание в 22-м запасном авиационном полку в г. Иваново на самолёте Аэрокобра. В феврале 1944 г. назначен на должность зам. командира 115-го истребительного авиационного полка. В июле 1944 г. был назначен на должность командира 115-го гвардейского истребительного авиаполка.
Участвовал в боях Великой Отечественной войны с июня 1944 г. в составе 3-го Белорусского фронта и с сентября 1944 г. до конца войны в составе 1-го Украинского фронта. Под его руководством полк участвовал в операциях:
- Витебско-Оршанская операция - с 22 июня 1944 года по 28 июня 1944 года
- Белорусская наступательная операция — с 6 июля 1944 года по 29 августа 1944 года
- Сандомирско-Силезская операция — с 12 января 1945 года по 3 февраля 1945 года
- Нижне-Силезская наступательная операция — с 8 февраля 1945 года по 24 февраля 1945 года
- Берлинская наступательная операция — с 16 апреля 1945 года по 8 мая 1945 года
- Пражская операция — с 5 мая 1945 года по 12 мая 1945 года.

А. Ф. Косс совершил 92 боевых вылета, в 17 воздушных боях им лично было сбито 7 вражеских самолётов и 2 самолёта в группе.
115-му гвардейскому истребительному полку было поручено парадным строем пролететь на Берлином 1-го мая 1945 г. и сбросить Красное знамя с надписью «Победа» от имени авиаторов над зданием Рейхстага. Такая же почётная миссия была возложена на 1-й гвардейский истребительный полк (воспоминания Маршала авиации Красовского С. А. и генерала Ворожейкина А. В.).
Из воспоминаний А. Ф. Косс:
29 апреля 1945 в штаб полка поступил приказ: «Подготовить полк для полёта парадным строем 1 мая 1945 года над Берлином и сбросить красное знамя с надписью „Победа!“ на здание Рейхстага. Вылет в 12.00».
Готовились к этому событию с особенной тщательностью. Хотелось с честью оправдать оказанное нам доверие.
Шестиметровое шелковое полотнище, на котором наш художник, он же штурман полка, Степан Тихонов огромными золотыми буквами написал долгожданное емкое слово «Победа», уложили под посадочные закрылки самолета Героя Советского Союза К. Новоселова.

1 мая 1945 года. 12 часов. Отправляемся в последний рейс на Берлин. В составе 24-х самолетов Як-3 на высоте 800 метров плотным строем подходим к центру Берлина. В составе группы летчики, прикомандированные к полку, дважды Герой Советского Союза А. Ворожейкин, Герои Советского Союза А. Песков, А. Ткаченко, К. Трещев, И. Лавейкин, П. Полоз. Здесь же лётчики эскадрильи «Советская Литва» и др. Над нами солнце. Внизу, сквозь дым незатухающих очагов пожара, виднеются мрачные очертания имперской канцелярии фашистского логовища — Рейхстага. С расчётом на встречный ветер ещё мгновение и подаю команду: «Опустить знамя Победы на Рейхстаг». Мой правый ведомый Герой Советского Союза Кузьма Новоселов открывает закрылки самолёта, и алый флаг с надписью «Победа!» плавно опускается вниз на Рейхстаг. С наземного наблюдательного пункта передали по радио: «Красный флаг плавно опустился на Рейхстаг». В наушниках шлемофона восторженные радостные возгласы «Ура», «Да здравствует Победа!» Это летчики выражают свой восторг в честь Победы.
В 21 час 1 мая 1945 года была составлена оперативная сводка дивизии за № 121, строки её, как последние страницы летописи войны: «24 Як-3 — ведущий гвардии подполковник Косс — вылетели на прикрытие назменых войск в районе Берлина с одновременным сбрасыванием флага с надписью „Победа“. Флаг сброшен с высоты 800 метров на здание Рейхстага. Наземная радиостанция подтвердила падение флага в этой районе. Задание выполнено. Встреч с авиацией противника не было…»
Принимал участие в историческом Параде Победы в Москве на Красной площади 24 июня 1945 года в составе 5-го батальона сводного полка 1-го Украинского фронта.
По окончании войны службу проходил в должности командира 115-го гвардейского истребительного авиаполка в Чехословакии, Венгрии, Болгарии, Средней Азии.
В 1950—1951 г. — слушатель курсов Военно-Воздушной академии, ныне им. Ю. А. Гагарина (г. Монино). 1952—1955 г. — заместитель, затем командир истребительной авиадивизии в ГДР. В 1955 г. избран депутатом Верховного Совета РСФСР 4-го созыва. В 1955 г. присвоено воинское звание генерал-майора авиации. В 1955—1956 г. — учёба в Академии Генерального штаба. 1956—1959 г. — служба в аппарате Главкома ВВС. 1959—1962 г. — начальник Центрального аэроклуба СССР имени В. П. Чкалова. С 1962 г. до своей кончины в 1990 г. — председатель Федерации самолётного спорта СССР.
По его инициативе в СССР с 1967 года стали проводиться чемпионаты страны на реактивных самолётах с участием лётчиков ВВС, авиации ПВО и ДОСААФ СССР.
С 1976—1979 г. — избран президентом международной комиссии ФАИ по высшему пилотажу. Затем — Почётный президент этой комиссии.

## Награды и признание
- Орден Красного Знамени, (01.08.1944) [4]
- Орден Красного Знамени, (05.04.1945)[4]
- Орден Красного Знамени, (13.06.1952)[4]
- Орден Красного Знамени, (23.01.1957)[4]
- Орден Отечественной войны 1-й степени, (06.04.1985)[5]
- Орден Суворова 3-й степени, (18.05.1945)[4]
- Орден Красной Звезды (25.10.1938)[4]
- Орден Красной Звезды (30.04.1947)[4]
- Орден Красной Звезды (22.02.1955)[4]
- Медаль «За боевые заслуги», (03.11.1944)[4]
- Медаль «За взятие Берлина», (09.06.1945)[4]
- Медаль «За освобождение Праги», (09.06.1945)[4]
- Медаль За победу над Германией в Великой Отечественной войне 1941—1945 гг.  (09.05.1945)[4] (вручена 16 июня 1945 г. в числе всех участников Парада Победы)
- другие медали